# Prosta programska oprema
Prosta programska oprema (tudi prosto programje ali svobodno programje) je pojem, ki zajema računalniške programe, ki uporabniku dovoljujejo uporabo, razmnoževanje, razširjanje, razumevanje, spreminjanje in izboljševanje programa. Točneje se lahko kot prosta programska oprema opredeli vse programe, ki nudijo vse naslednje svobode:
1. Svobodna uporaba za katerikoli namen
2. Svoboda, da se program lahko preuči. Na tak način se lahko program prilagodi tako, da dela računalnik to, kar želi uporabnik. Pogoj za to je dostop do izvorne kode.
3. Svobodno razširjanje. Uporabnik sme program svobodno širiti in s tem pomagati bližnjim.
4. Svobodno razširjanje spremenjene verzije programa. Na ta način pridobi celotna družba. Pogoj za to je dostop do izvorne kode.

Prosta programska oprema daje svobodo uporabniku. Dodatno zagotavlja, da je dostopna za neodvisne recenzije in nadaljnji razvoj. Moč proste programske opreme je v kreativnem potencialu družbe, ki ima neodtujljive pravice svobodne rabe. Spodbuja se k dopolnitvam in izboljšavam programa.

## Zgodovina svobodne programske opreme
Med letoma 1950 in 1970 je v svetu prevladovala zasebna (licenčna) programska oprema. Najvidnejši predstavnik le-te je bil Unix operacijski sistem. Svobodna (prosta) programska oprema je nastala leta 1983 z gibanjem za svobodno programsko opremo (angl. Free Software Movement - FSM), ki ga je pričel Richard Matthew Stallman (ustanovitelj Free Software Foundation in projekta GNU). Gibanje si je v tistem času prizadevalo, da bi razvilo računalniški operacijski sistem, ki ohranja temeljno človekovo pravico - pravico do svobode. V tem duhu je Stallman z gibanjem za svobodno programsko opremo leta 1983 pričel projekt GNU (tričrkovni rekurzivni akronim za GNU is Not Unix) in s tem razvil GNU operacijski sistem (danes velikokrat zmotno opredeljen kot operacijski sistem Linux; Linux je zgolj jedro, ki samo po sebi ne koristi ničemur). Zgodovinsko in tehnično izobraženi posamezniki iz tega razloga navajajo operacijski sistem kot GNU/Linux ali GNU+Linux. Linux jedro operacijskega sistema je izvirno razvil Linus Torvalds, GNU projekt pa ga je v devetdesetih letih dvajsetega stoletja implementiral zato, ker svojega v tistem času še niso imeli. Kasneje se je pričel razvoj svojega jedra operacijskega sistema, imenovan GNU Hurd. Do danes je še v razvoju, kot prvi pa ga je implementiral operacijski sistem Debian GNU/Hurd.
Leta 1985 je Stallman ustanovil Free Software Foundation (FSF), z namenom aktivizma in osveščanja širše javnosti o pomembnosti vloge proste programske opreme.
Med letoma 1997 in 1998 se nekateri posamezniki v gibanju za prosto programsko opremo niso strinjali s filozofijo in ideologijo skupnosti. Tako so se odstranili in ustvarili marketinško kampanjo za prosto programsko opremo, imenovano »odprtokodna programska oprema«, ki jo v širši javnosti promovira Open Source Initiative (OSI). Svojo definicijo so osnovali na smernicah za prosto programsko opremo od projekta Debian (angl. Debian Free Software Guidelines).

## Razlike med prosto, odprtokodno in lastniško programsko opremo
Angleška beseda za prosto (svobodno) programsko opremo je free software (včasih tudi libre software). V angleškem slovarju najdemo veliko pomenov za besedo »free«, med katerimi pa je samo en pomen povezan s ceno. Če govorimo o prosti programski opremi, govorimo o svobodi. Zasebna programska oprema onemogoči uporabnika na ta način, da mu odvzame svobodo, ki mu pripada.
Veliki nesporazumi nastajajo ravno pri pojmih proste in odprtokodne programske opreme. Večina ljudi misli, da so njuni cilji in pomen ekvivalentni. Razlika med njima pa je pravzaprav temeljna, saj so vrednote popolnoma drugačne.
Posamezniki so se odstranili od gibanja za prosto programsko opremo z namenom, da bi se dobrikali korporacijam in zanikali ideale proste programske opreme ter s tem skovali nov izraz, kateri bi zaznamoval samo praktične strani programske opreme.
Prosta (svobodna) programska oprema je filozofsko, etično in socialno gibanje; odprtokodna programska oprema je razvojna metodologija. Iniciativa za odprtokodno programsko opremo jemlje zasebno programsko opremo kot slabšo substitutno dobrino; gibanje za prosto programsko opremo jo jemlje kot družben problem, za rešitev pa ponuja prosto programsko opremo. Medtem ko bi računalniški programerji, ki so pripadniki OSI, opisovali in izpostavljali tehnično prednost, zanesljivost in robustnost odprtokodne programske opreme ter zanikali ideološke vrednote, bi pripadniki gibanja za prosto programsko opremo izpostavljali družbeno pomembnost svobode in poudarjali, da so tehnične podrobnosti v takšni situaciji drugorazredne.
Kljub vsemu pa si gibanje za prosto in iniciativa za odprtokodno programsko opremo nista neposredna nasprotnika - nasprotnik je lastniška programska oprema. Mnogokrat sodelujeta na skupnih razvijalskih projektih, vendar samo iz tehničnega vidika. Ko se pričnejo miselnosti križati se hitro najdejo nesporazumi in nevšečnosti.
Ker velikokrat pride do pomot, je pomembno omeniti angleški izraz »freeware«, ki opisuje brezplačno - zasebno programsko opremo in ne proste.